# João Havelange
Jean-Marie Faustin Goedefroid "João" de Havelange, född 8 maj 1916 i Rio de Janeiro, död 16 augusti 2016 i Rio de Janeiro, var en brasiliansk fotbollsfunktionär, vattenpolospelare och simmare, mest känd som president för Fifa 1974–1998. Han hade belgiskt påbrå - och växte upp i en förmögen familj. 
Havelange representerade Brasilien i OS 1936 och 1952; i det förstnämnda deltog han som simmare och i det sistnämnda ingick han i vattenpololandslaget.
Havelange var medlem i Internationella olympiska kommittén (IOK) från 1963 tills han avgick 2011 av vad som sades vara hälsoskäl. Han var då under utredning för påstådd korruption.
Havelange porträtterades av Sam Neill i filmen United Passions (2014).